# 中泰街道
中泰街道，浙江省杭州市余杭区下辖的一个街道。全镇总面积70.13平方公里，总人口2.7709万人。中泰得名于原中桥乡与泰山乡的首字。

## 辖区
中泰街道辖有：
桃源社区、石鸽社区、白云村、中桥村、南峰村、南湖村、紫荆村、新泰村、泰峰村、双联村、枫岭村和岑岭村。

## 历史
2014年4月至5月，由于余杭区计划在该地兴建大型垃圾焚烧发电厂，建成后每日可处理垃圾3000吨，引起担心受污染的数万当地居民的普遍抗议和一些警民冲突。53人被官方以“打砸”的名义刑拘，7人因“散布谣言”被行政拘留。

## 特产
中泰竹笛：中国地理标志产品。